# Siège de Fribourg (1744)
Pour les articles homonymes, voir Siège ou bataille de Fribourg.
Guerre de Succession d'Autriche
Le siège de Fribourg en 1744 se déroule dans le cadre de la guerre de Succession d'Autriche.
Après la mort de Charles VI, plusieurs membres de sa famille revendiquent son héritage. La Bavière et l'Espagne concluent une alliance en 1741 lors du traité de Nymphenburg (de), à laquelle se joignent plus tard la Prusse, la Saxe, la France, la Suède, Naples, le Palatinat et l'électorat de Cologne. La Grande-Bretagne et les Provinces-Unies, les adversaires traditionnels de la France, sont alliés à l'Autriche.

## Préparations des Autrichiens
Lorsque le général commandant autrichien, le prince Charles Alexandre de Lorraine est transféré du Rhin en Bohême à la suite de la déclaration de guerre du roi de Prusse, il est conscient de la menace venant de France et souhaite laisser la forteresse de Fribourg avec une garnison suffisante. Il espère pouvoir défendre la forteresse avec 7000 hommes. Les renforts nécessaires sont mis en route sous les ordres du major-général von Hagenbach. Après le renforcement, la garnison se compose de 6044 hommes d'infanterie de service, 370 hommes de cavalerie et 199 hommes d'artillerie. En outre, 842 malades se trouvent encore dans la forteresse. Le commandement de la forteresse est assuré par le maréchal-lieutenant von Damnitz (de).

### Unités autrichiennes
- 18e régiment d'infanterie impériale
- 24e régiment d'infanterie impériale (de)
- 36e régiment d'infanterie impériale
- 40e régiment d'infanterie impériale
- 41e régiment d'infanterie impériale
- 47e régiment d'infanterie impériale (de)
- 955 hommes du corps franc de Theiss ainsi que 50 hussards et 70 dragons sous les ordres du lieutenant-colonel Franz de Galhau[1].

## État de la forteresse
D'un point de vue militaire, beaucoup de choses ont été faites à Fribourg depuis le siège de 1713. La forteresse est entourée de 8 bastions, pourvus de ravelins et de contre-gardes, et six lunettes avancées se trouvent devant les ouvrages principaux. Le château inférieur (commandé par le colonel Sturm) et le château supérieur (commandé par le colonel von Arnswaldt) forment les citadelles, mais sont surmontés de plusieurs montagnes, la distance entre les deux est d'environ 300 mètres et sur cet espace se trouve également un hexagone appelé das Salzbůchsel. Devant celui-ci coulent la Dreisam et la petite redoute. Sur le versant de la montagne, devant le château supérieur, se trouve un ouvrage à cornes relié à la redoute par un chemin couvert. Pour la défense des deux châteaux et des ouvrages qui en dépendent, 1 451 fantassins sont prévus. Par conséquent, il ne reste plus que 4 593 fantassins de service pour la forteresse proprement dite, ce qui n'est pas un nombre suffisant pour l'étendue et la nature des ouvrages. La garnison est divisée en trois groupes :
- Le premier groupe fournit les gardes et l'équipage des ouvrages,
- le deuxième groupe est prévu pour le soutien et y fournit les piquiers et les ouvriers,
- le troisième groupe se repose.

Même si l'on a prévu de renforcer la forteresse, la réalité est différente, les ouvrages eux-mêmes sont dans un état de délabrement extrême, certains sont même en ruine, de nombreuses palissades nécessaires manquent. L'ingénieur-colonel Sully fait d'abord remettre en état les ouvrages extérieurs, mais il n'a que peu de temps pour le faire.

## Attaque des Français
Les 28 et 29 août, l'armée française passe le Rhin avec 70 000 hommes à Fort-Louis, le maréchal Coigny en assure le commandement en chef, le siège de Fribourg est décidé. Le 17 septembre, les avant-gardes françaises apparaissent d'abord, le 18 l'armée, le 19 toute la forteresse est encerclée. Contrairement aux attentes des Autrichiens, les Français décident de diriger leur attaque principale contre le bastion impérial, qui n'est couvert par aucun ouvrage existant. L'avantage est que, contrairement à 1713, ce plan ne nécessite pas d'attaque supplémentaire contre les châteaux. L'inconvénient est le comportement de la Dreisam, une vague de crue soudaine pouvant tout anéantir. Les Français décident donc de détourner la rivière, ce qui représente beaucoup de travail mais est réalisable.
Le 20 septembre, les Français creusent l'eau des moulins de la forteresse, ce qui réduit celle-ci aux seuls moulins à chevaux. Le soir du 21 septembre, les Français attaquent les volontaires postés à l'extérieur, mais ceux-ci tiennent bon. Dans la nuit du 22 au 23, les Français ouvrent leurs tranchées courantes, derrière lesquelles d'autres ouvriers sont occupés à creuser un nouveau lit pour la Dreisam.
Le 24, la garnison fait une sortie, qui n'a aucun succès en raison du peu de forces utilisées. Dans la nuit du 27 au 28, le percement a lieu, la plus grande partie de l'eau de la Dreisam s'écoule, mais dans la forteresse, on réussit à récupérer l'accès à l'eau du moulin. La garnison apprend aussi que le siège de 107 canons et 60 mortiers est arrivé au quartier général de Coigny à Saint-George (de), dans la nuit du 29, la deuxième parallèle (de) est ouverte.

### Octobre
Dans la nuit du 1er octobre, les assiégeants travaillent sur plusieurs batteries, mais celles-ci sont en grande partie détruites par le feu violent et bien ciblé de l'artillerie de la forteresse. Dans la forteresse, on a seulement la certitude que l'attaque vise l'un des trois bastions - Pierre, Empereur ou Impératrice - mais on ne sait pas lequel et on prend donc les contre-mesures nécessaires sur les trois. Le matin du 8 octobre, on ne peut pas encore savoir si les Français ont achevé et armé leurs batteries, lorsqu'à midi, une bombe fait exploser un magasin de poudre dans les fossés. En réponse, les assiégeants ouvrent immédiatement toutes les meurtrières et à une heure du matin, 10 batteries, 60 canons lourds et un grand nombre de mortiers commencent à bombarder la ville et les châteaux. Plusieurs maisons et quelques casernes sont incendiées. Comme il n'est pas possible de convaincre les citoyens d'éteindre le feu, la garnison enregistre 7 morts et 36 blessés jusqu'au lendemain matin. Le 9 octobre, le bombardement continu a réduit en cendres de nombreuses maisons, détruit la plupart des ponts de communication des ouvrages et un grand nombre de palissades, empêchant en même temps toute réparation. Le 10, 4 nouvelles batteries sont prêtes, le château inférieur est violemment bombardé, les postes de cavalerie des Autrichiens, jusque-là encore dispersés autour de la ville, étaient retirés. Les Français construisirent ce jour-là une autre nouvelle batterie. Dans les trois bastions, presque toutes les pièces d'artillerie sont inutilisables, les ponts sont détruits et un manque sensible de bois et d'ouvriers se fait sentir.
Le roi de France est malade à Metz, mais le 12, la garnison apprend par des prisonniers amenés que le roi Louis XV est arrivé le jour précédent devant Fribourg avec plusieurs régiments suisses (de) et qu'il a pris ses quartiers au château de Munzingen (de). Le même jour, les assiégeants passent la Dreisam déviée et établissent une tête de pont sur la rive droite. Une bombe tombe le 13 dans le château supérieur ; elle met le feu aux bois du bastion situé devant la poudrière, fait sauter la porte de fer et la porte de bois qui se trouve derrière elle et brise un baril de poudre ; seule l'intrépidité et la présence d'esprit du capitaine d'ingénieur de la Motte permettent de sauver la vie des soldats et le château supérieur. Jusqu'au 19, il n'y a rien d'important à part un feu nourri des deux côtés. Le soir du 19 octobre, à 23 heures, 200 Français prennent d'assaut la première flèche (en). Le feu des fusils des défenseurs les dispersent, une nouvelle attaque avec 400 hommes n'a pas plus de succès. À minuit, un assaut général est donné sur le chemin couvert du bastion Kaiser, une mine est détruite trop tôt par les assiégés, mais une deuxième a plus d'effet. Les Français cherchent en vain à s'établir dans le chemin couvert, le feu provenant des places d'armes et des ravins est trop violent. Ils réussissent cependant à occuper la crête du glacis et s'occupent à mettre en place des batteries de brèche. L'assaut leur coûte 700 morts et un très grand nombre de blessés, 20 hommes de la garnison sont tués, 56 blessés.
Les Français ayant coupé deux mines pendant l'assaut, il ne reste plus à la garnison qu'une seule mine, contre laquelle les assiégeants préparent une contre-mine (en). On est donc obligé de la faire exploser le 20 à 10 heures. Les mineurs français sont ensevelis, de nombreux ouvriers sont blessés par des pierres volantes. Dans la nuit du 21, les assiégeants prennent possession du chemin couvert par un nouvel assaut, ils y perdent 800 hommes et parmi les morts se trouve le prince Elboeuf. La garnison compte 1 officier et 22 hommes morts ; 6 officiers et 44 hommes blessés ; 1 officier et 18 hommes prisonniers.

### Novembre
Le siège continue à progresser ; le matin du 3 novembre, entre 2 et 3 heures, les Français prennent d'assaut les ravelins n° 1 et 2, ainsi que les deux côtés du Bastion Kaiser sur le front d'attaque. Le courage des grenadiers autrichiens Harracher les chassent deux fois du bastion. Le général Hagen est blessé. Le jour venu, le feu des ouvrages les plus proches oblige les assaillants à abandonner tous les avantages déjà acquis. Les ravelins ne sont pas réoccupés par la garnison déjà très affaiblie, les Français s'y retranchent et y établissent de nouvelles batteries.

### Capitulation

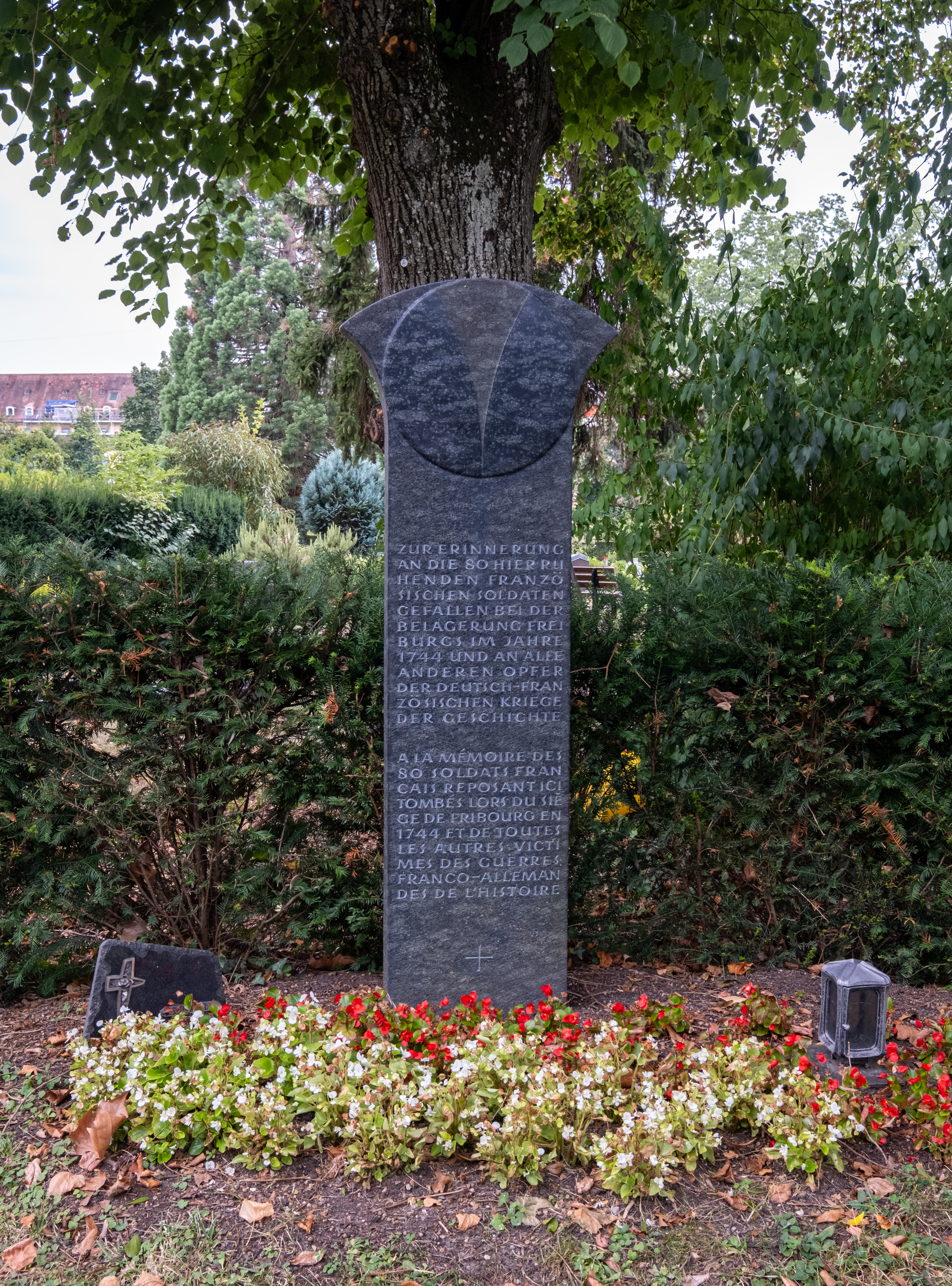
Pierre commémorative pour les soldats français tombés au champ d'honneur au cimetière principal de Fribourg

Le 5 novembre, le FML Damnitz réunit un conseil de guerre au cours duquel il est décidé à l'unanimité de livrer la ville pour sauver les malades et les blessés, si l'on peut obtenir un départ libre de la garnison.
Le major baron Materna est envoyé avec cette demande au roi de France, mais celui-ci veut parler au commandant lui-même. C'est pourquoi le général Damnitz et le colonel Häussler rencontrent le roi. Louis déclare au général Damnitz qu'il n'accorderait le libre départ de la garnison que si on lui remettait en même temps la ville et les châteaux, ce à quoi Damnitz répond que les commandants des châteaux sont indépendants de lui et qu'il demande donc à pouvoir prendre les ordres de la reine de Hongrie Marie-Thérèse. Le monarque français accorde un délai de 15 jours. Le maréchal Coigny envoie un projet de capitulation qui donne lieu à une nouvelle délibération. Comme il n'est pas possible de loger la garnison de la ville dans les châteaux, on déclare que la ville et les châteaux seraient remis contre un libre départ. Le colonel Heister (ou Heisser) et le capitaine Diversy transmettent cette résolution au roi, qui approuve, mais exigee que les Français occupent immédiatement la porte du Prêcheur. Damnitz, se fiant à la parole royale, laisse faire sans conclure de capitulation formelle, mais à peine les Français ont-ils pris possession de la porte qu'il n'est plus question d'un départ libre, mais que la garnison doit se rendre immédiatement dans les châteaux, où l'on doit alors poursuivre les négociations. Les Autrichiens évacuent précipitamment la ville, dans laquelle les Français mettent aussitôt une forte garnison sous le commandement du lieutenant général Balincourt, de multiples propositions sont faites aux Autrichiens, mais la promesse d'un libre départ est oubliée, le major Materna va donc le 9 à Vienne pour y faire un rapport sur la situation, il revient le 24 et demande que les châteaux soient repris. D'ailleurs, tout a changé, les Français, qui ne sont liés par aucun traité, ont retranché les montagnes qui dominent les châteaux et les ont ainsi entièrement en leur pouvoir.
Le 25 novembre, Damnitz et le maréchal Coigny signent l'acte de capitulation, après quoi la garnison doit partir les 28, 29 et 30 novembre avec tous les honneurs de la guerre, mais ensuite être emmenée en France comme prisonnière de guerre, les officiers peuvent porter leur épée même en captivité et tous les individus de la garnison doivent être remplacés le plus rapidement possible.
L'effectif des partants est encore de 4 570 hommes, 511 sont tués ou sont morts de blessures, 190 de maladies, 1 455 blessés et malades se trouvent dans les hôpitaux, 729 hommes ont déserté. De la forteresse, 100 313 coups de canon, 1 656 115 coups de fusil et 13 979 bombes ont été tirés, 87 canons et 3 mortiers ont été rendus inutilisables par les assiégeants, 195 obus utilisables, pour la plupart en métal, 55 mortiers en métal et 40 boules de pierre en fer, ainsi que 6 390 quintaux de poudre ont été remis aux autorités françaises. En ce qui concerne les vivres, elles ne prennent en charge que 8 354 quintaux de farine, 3 580 quintaux de pain et 79 230 portions de biscottes. Les pertes françaises pendant le siège ne peuvent pas être déterminées avec précision, on estime qu'elles s'élèvent à 10 000 hommes.
Le roi Louis se rend compte qu'il ne pourra pas maintenir cette conquête en temps de paix, il fait immédiatement sauter les ouvrages et cela dure jusqu'au départ des Français. Ainsi, Fribourg perd son statut de forteresse.